# Saison 18 de Grey's Anatomy
 (septembre 2024).
Chronologie
Saison 17 Saison 19
La saison 18 de la série télévisée Grey's Anatomy débute en septembre 2021 et s'achève en mai 2022 sur le réseau américain ABC, avec un total de 20 épisodes.

## Généralités
Le 10 mai 2021, la dix-huitième saison a été officiellement commandée après que le tournage de la saison 17 fut terminée, notamment à cause des longues négociations avec les acteurs originaux : Ellen Pompeo, Chandra Wilson et James Pickens Jr., à la suite de l'expiration de leurs contrats à l'issue de la saison 17. Pompeo a signé un contrat d'une durée d'un an, recevant plus de 550 000 $ par épisode, faisant d'elle l'actrice la mieux payée à la télévision. Wilson et Pickens auraient quant à eux négocié une augmentation significative de leurs salaires.
Kevin McKidd, Kim Raver et Camilla Luddington, seront aussi de retour après avoir négocié en juillet 2020 un allongement de leur contrat d'une durée de 3 ans (soit jusqu'à la saison 19).
Jesse Williams qui incarne Jackson Avery a pour sa part choisi de ne pas renouveler son contrat qui expire à l'issue de la saison 17. Son personnage quitte la série juste avant la fin de la saison précédente.
Le personnage de Tom Koracick, incarné par Greg Germann depuis la Saison 14 a également quitté la série au même moment que Jesse Williams. Néanmoins, Krista Vernoff a annoncé au travers d'une interview accordée à Deadline que Greg Germann devrait revenir en tant que guest star dans les futures intrigues de la série : « Greg va nous manquer terriblement au quotidien, mais il est prévu que nous revoyions Tom Koracick à l'avenir ».
La saison 18 devrait commencer sa diffusion à l'automne 2021 aux États-Unis sur la chaîne américaine American Broadcasting Company. Lors d'une autre interview avec Deadline, Craig Erwich, le président d'ABC a annoncé que la série pourrait être prolongé au-delà de cette saison 18 (« Nous continuerons à diffuser Grey's Anatomy aussi longtemps que possible »). De plus, il a indiqué que, à la suite du succès des séries de Private Practice et de Grey's Anatomy : Station 19, un troisième spin-off pourrait possiblement voir le jour prochainement : « nous sommes toujours ouverts à une nouvelle déclinaison qui servirait autant la série que les fans ».
Le 12 août 2021, Deadline confirme le retour de l'actrice Kate Burton en tant qu'Ellis Grey, dans la saison 18, ne sachant pas de quelle manière elle sera réintroduite dans la série, elle devrait faire de multiples apparitions lors de cette saison, à commencer par le premier épisode qui sera diffusé le 30 septembre sur ABC.
Le 19 août 2021, Variety confirme l'arrivée de Peter Gallagher dans la saison 18, il jouera le rôle du Dr Alan Hamilton, qui connaissait Ellis Grey à l'époque où elle était encore vivante. Il devrait faire sa première apparition lors du premier épisode.
Le 2 septembre 2021, il est annoncé que Kate Walsh reprendra son rôle d'Addison Montgomery, après sa dernière apparition,9 ans auparavant, dans l'épisode 13 de la saison 8 "Et Si". Le 6 avril 2022, elle annonce reprendre le rôle pour l'épisode 16.
Cette saison marque le départ du personnage joué par Richard Flood, alias Dr Cormac Hayes apparu pour la première fois dans la seizième saison.
Le 22 avril 2022, Variety annonce le retour officiel de Sarah Drew et Jesse Williams, en tant que April et Jackson, ils reviendront pour l'épisode final de la saison. C'est la première fois qu'on les revoit ensemble depuis l'épisode 14 de la saison 17. Cela réalimente la rumeur d'un spin-off centré sur April.
Comme lors de la précédente saison, de nombreux personnages principaux ayant quitté la série sont de retour :
- Kate Walsh, qui incarne la fameuse Addison Montgomery, fait son grand retour dans 3 épisodes. Sa dernière apparition remontait à la saison 8.
- Greg Germann, qui incarne Tom Koracick, fait son retour en tant qu'invité dans deux épisodes après avoir quitté la série à la fin de la saison 17.
- Jesse Williams, qui donne vie au personne de Jackson Avery, fait lui aussi son retour, après son départ à la fin de saison 17, pour le 400ème épisode de la série au côté de sa complice Sarah Drew.
- Sarah Drew, alias April Kepner, fait son retour pour le 400ème épisode de la série. Elle était également apparue lors de la saison précédente en tant qu'invitée.

Cette saison est également marquée par le retour d'anciens personnages récurrents de la série qui n'étaient pas apparu depuis plusieurs saisons dans la série :
- Kate Burton qui incarne depuis le premier épisode de la série Ellis Grey, la mère de Meredith Grey. Sa dernière apparition remontait à la saison 15.
- Abigail Spencer retrouve les traits de Megan Hunt, la sœur d'Owen, pour 8 épisodes cette saison. Sa précédente apparition remontait à la saison 15.
- Bardia Seiri qui incarne Farouk Shami Hunt, le fils de Megan Hunt et neveu d'Owen revient également. Sa dernière apparition remontait à la saison 14.
- Scott Speedman qui incarnait le Dr Nick Marsh lors d'un épisode de la quatorzième saison fait son retour. Son retour est marqué par une promotion puisqu'il rejoint la distribution initiale.
- LaTanya Richardson Jackson, la mère de Maggie Pierce fait son retour. La dernière apparition de ce personnage remontait à la saison 13.

## Distribution

### Acteurs principaux
- Ellen Pompeo (VF : Céline Mauge) : Dr Meredith Grey (20/20)
- Chandra Wilson (VF : Zaïra Benbadis) : Dr Miranda Warren (19/20)
- James Pickens Jr. (VF : Saïd Amadis) : Dr Richard Webber (19/20)
- Kevin McKidd (VF : Alexis Victor) : Dr Owen Hunt (18/20)
- Camilla Luddington (VF : Marie-Eugénie Maréchal) : Dr Josephine «Jo» Wilson (19/20)
- Caterina Scorsone (VF : Élisabeth Ventura) : Dr Amelia Shepherd (20/20)
- Kelly McCreary (VF : Diane Dassigny) : Dr Maggie Ndugu (15/20)
- Kim Raver (VF : Juliette Degenne) : Dr Teddy Hunt (18/20)
- Jake Borelli (VF : Arnaud Laurent) : Dr Levi Schmitt (17/20)
- Chris Carmack (VF : Marc Arnaud) : Dr Atticus « Link » Lincoln (17/20)
- Richard Flood (VF : Franck Lorrain) : Dr Cormac Hayes (9/20)
- Anthony Hill (VF : Stanislas Forlani) : Dr Winston Ndugu (18/20)
- Scott Speedman (VF : Jean-Pierre Michaël) : Dr Nick Marsh (17/20)

### Acteurs récurrents
- Debbie Allen (VF : Dominique Westberg) : Dr Catherine Fox (7 épisodes)
- Alex Landi (VF : Stéphane Fourreau) : Dr Nico Kim
- Jaicy Elliot (VF : Diane Kristanek) : Dr Taryn Helm
- Peter Gallagher (VF : Guillaume Orsat) : Dr David Hamilton
- Lynn Chen (VF : Pauline Moingeon Vallès) : Dr Michelle Lin
- Zaiver Sinnett (VF : Yves Letzelter) : Dr Zander Perez
- Sylvia Kwan (VF : Cindy Lemineur) : Dr Mabel Tseng
- Abigail Spencer (VF : Marie Diot) : Dr Megan Hunt
- Debra Mooney (VF : Marion Game) : Evelyn Hunt
- Bardia Seiri (VF : Lucille Boudonnat) : Farouk Hunt

### Invités
- Kate Burton (VF : Évelyne Grandjean) : Ellis Grey (épisodes 1, 12 et 20)
- Kate Walsh (VF : Anne Deleuze) : Dr Addison Forbes-Montgomery (épisodes 3, 4 et 16)
- Greg Germann (VF : Pierre Tessier) : Dr Tom Koracick (épisodes 5 et 11)
- Michael Gazin (VF : Vincent Bonnasseau) : Dr Kyle Schroeder (épisode 1)
- Sarah Drew (VF : Sophie Froissard) : Dr April Kepner (épisode 20)
- Jesse Williams (VF : Rémi Caillebot) : Dr Jackson Avery (épisode 20)
- Penelope Kapudija : Harriet Kepner-Avery (épisode 20)

### Invités deGrey's Anatomy: Station 19
- Jason George (VF : Denis Laustriat) : Ben Warren (épisodes 3, 5, 8, 13,19 et 20)
- Jaina Lee Ortiz (VF : Stéphanie Hédin) : lieutenant Andrea « Andy » Herrera (épisode 5)
- Stefania Spampinato (VF : Audrey Sourdive) : Dr Carina Deluca (épisodes 4, 5, 8 et 10)
- Barrett Doss (en) (VF : Déborah Claude) : Victoria « Vic » Hughes (épisode 5)
- Jay Hayden (en) (VF : Valentin Merlet) : Travis Montgomery (épisodes 5 et 20)
- Grey Damon (VF : Thibaut Lacour) : Jack Gibson (épisode 5)
- Okieriete Onaodowan (en) (VF : Namakan Koné) : Dean Miller (épisode 5)
- Carlos Miranda (VF : Julien Allouf) : Theo Ruiz (épisode 5)

## Épisodes

### Épisode 1:Presque mariés
- États-Unis /  Canada : 30 septembre 2021 sur ABC / CTV
- Belgique : 18 mars 2022 sur RTL-TVI
- Suisse : 22 mars 2022 sur RTS 1
- France : 30 mars 2022 sur TF1

- États-Unis : 4,77 millions de téléspectateurs (première diffusion)
- France : 2,19 millions de téléspectateurs (première diffusion)

- Alex Landi (Dr Nico Kim)
- Jaicy Elliot (Dr Taryn Helm)
- Kate Burton (Dr Ellis Grey)
- Peter Gallagher (Dr David Hamilton)
- Abigail Spencer (Dr Megan Hunt)
- Debra Mooney (Evelyn Hunt)
- Melissa DuPrey (Dr Sara Ortiz)
- Lynn Chen (Dr Michelle Lin)
- Bernie Kopell (Father Christopher)
- Romi Dias (Nadia Correa)
- Corinne Bohrer (Emma Correa)
- Michael Gazin (Dr Kyle Schroeder)
- Alexis Raich (Tara Brown)

- Il s'agit d'un cross-over avec l'épisode 1 de la saison 5 de Grey's Anatomy : Station 19.
- La dernière apparition de Kate Burton en tant qu'Ellis Grey remonte à l'épisode 16 de la saison 15, où elle apparait dans un rêve de Meredith.
- Cet épisode marque le retour et l'ajout dans la distribution principale de Scott Speedman dans le rôle du Dr Nick Marsh. Sa première et unique apparition avait eu lieu dans l'épisode 17 de la saison 14, Il suffit d'un jour, diffusé le 29 mars 2018.

### Épisode 2:Des jours meilleurs
- États-Unis /  Canada : 7 octobre 2021 sur ABC / CTV
- Belgique : 18 mars 2022 sur RTL-TVI
- Suisse : 22 mars 2022 sur RTS 1
- France : 6 avril 2022 sur TF1

- États-Unis : 4,04 millions de téléspectateurs (première diffusion)
- France : 2,54 millions de téléspectateurs (première diffusion)

- Abigail Spencer (Dr Megan Hunt)
- Peter Gallagher (Dr David Hamilton)
- Jaicy Elliot (Dr Taryn Helm)
- Robert I. Mesa (Dr James Chee)
- Sylvia Kwan (Dr Mabel Tseng)

- Bien que créditée l'actrice Kelly McCreary interprète de Maggie Pierce n'apparaît pas dans cet épisode.

### Épisode 3:Vague de chaleur
- États-Unis /  Canada : 14 octobre 2021 sur ABC / CTV
- Belgique : 25 mars 2022 sur RTL-TVI
- France : 6 avril 2022 sur TF1

- États-Unis : 4,05 millions de téléspectateurs (première diffusion)
- France : 2,20 millions de téléspectateurs (première diffusion)

- Jason George (Ben Warren)
- Kate Walsh (Dr Addison Forbes Montgomery)
- Melissa DuPrey (Dr Sara Ortiz)
- Jaicy Elliot (Dr Taryn Helm)

- Kate Walsh fait son grand retour après 10 ans d'absence dans le rôle du Dr Addison Forbes Montgomery. Sa dernière apparition dans Grey's Anatomy remonte au 13e épisode de la saison 8, Et si... (diffusé le 2 février 2012), dans un rêve de Meredith qui imagine ce qu'aurait été sa vie si les personnages avaient fait des choix différents. Officiellement, sa dernière réelle interaction physique avec les autres personnages remonte donc à l'épisode 18 de la saison 7, diffusé le 31 mars 2011.
  - Sa dernière interprétation en tant qu'Addison Forbes Montgomery remonte au 22 janvier 2013, dans le dernier épisode de Private Practice (saison 6 épisode 13).
- Cet épisode marque la première fois qu'Addison visite la maison de Meredith. Cela fait qu'Erica Hahn et Cormac Hayes sont les seuls personnages principaux à ne pas avoir visité la maison de façon visible lors d'un épisode. Cependant, compte tenu du fait que Cormac et Meredith sont brièvement sortis ensemble, il est probable qu'il ait visité la maison hors écran.
- Bien que créditée l'actrice Kelly McCreary interprète de Maggie Pierce n'apparaît pas dans cet épisode.

### Épisode 4:La Méthode Webber
- États-Unis /  Canada : 21 octobre 2021 sur ABC / CTV
- Belgique : 25 mars 2022 sur RTL-TVI
- France : 13 avril 2022 sur TF1

- États-Unis : 3,91 millions de téléspectateurs (première diffusion)
- France : 2,40 millions de téléspectateurs (première diffusion)

- Kate Walsh (Dr Addison Forbes Montgomery)
- Abigail Spencer (Dr Megan Hunt)
- Stefania Spampinato (Dr Carina DeLuca)
- Debbie Allen (Dr Catherine Fox)
- Jaicy Elliot (Dr Taryn Helm)

### Épisode 5:Une ambiance explosive
- États-Unis /  Canada : 11 novembre 2021 sur ABC / CTV
- Belgique : 1er avril 2022 sur RTL-TVI
- France : 13 avril 2022 sur TF1

- États-Unis : 4,75 millions de téléspectateurs (première diffusion)
- France : 2,05 millions de téléspectateurs (première diffusion)

### Épisode 6:Question de priorités
- États-Unis /  Canada : 18 novembre 2021 sur ABC / CTV
- Belgique : 1er avril 2022 sur RTL-TVI
- France : 27 avril 2022 sur TF1

- États-Unis : 4,18 millions de téléspectateurs (première diffusion)
- France : 2,45 millions de téléspectateurs (première diffusion)

### Épisode 7:Un conte de fées
- États-Unis /  Canada : 9 décembre 2021 sur ABC / CTV
- Belgique : 8 avril 2022 sur RTL-TVI
- France : 27 avril 2022 sur TF1

- États-Unis : 3,65 millions de téléspectateurs (première diffusion)
- France : 2,10 millions de téléspectateurs (première diffusion)

- Peter Gallagher (Dr David Hamilton)
- Lynn Chen (Dr Michelle Lin)
- Greg Tarzan Davis (Dr Jordan Wright)

### Épisode 8:Accidents de parcours
- États-Unis /  Canada : 16 décembre 2021 sur ABC / CTV
- Belgique : 8 avril 2022 sur RTL-TVI
- France : 4 mai 2022 sur TF1

- États-Unis : 4,20 millions de téléspectateurs (première diffusion)
- France : 2,26 millions de téléspectateurs (première diffusion)

- Jaicy Elliot (Dr Taryn Helm)

### Épisode 9:Croire aux miracles
- États-Unis /  Canada : 24 février 2022 sur ABC / CTV
- Belgique : 15 avril 2022 sur RTL-TVI
- France : 4 mai 2022 sur TF1

- États-Unis : 4,65 millions de téléspectateurs (première diffusion)
- France : 2,13 millions de téléspectateurs (première diffusion)

- Jaicy Elliot (Dr Taryn Helm)

### Épisode 10:Le Droit à l'erreur
- États-Unis /  Canada : 3 mars 2022 sur ABC / CTV
- Belgique : 15 avril 2022 sur RTL-TVI
- France : 11 mai 2022 sur TF1

- États-Unis : 3,95 millions de téléspectateurs (première diffusion)
- France : 2,46 millions de téléspectateurs (première diffusion)

- Debbie Allen (Dr Catherine Fox)
- Jaicy Elliot (Dr Taryn Helm)

### Épisode 11:Entrer dans l'histoire
- États-Unis /  Canada : 10 mars 2022 sur ABC / CTV
- Belgique : 22 avril 2022 sur RTL-TVI
- France : 11 mai 2022 sur TF1

- États-Unis : 3,87 millions de téléspectateurs (première diffusion)
- France : 2,19 millions de téléspectateurs (première diffusion)

- Jaicy Elliot (Dr Taryn Helm)

### Épisode 12:Lettre à ma fille
- États-Unis /  Canada : 17 mars 2022 sur ABC / CTV
- Belgique : 22 avril 2022 sur RTL-TVI
- France : 18 mai 2022 sur TF1

- États-Unis : 3,60 millions de téléspectateurs (première diffusion)
- France : 2,17 millions de téléspectateurs (première diffusion)

- Kate Burton (Dr Ellis Grey)
- LaTanya Richardson Jackson (Diane Pierce)
- E.R. Fightmaster (Dr Kai Bartley)
- Anna Grace Barlow (Charlotte Marsh)
- Gabe Gibbs (Silver)
- Aniela Gumbs (Zola Grey Shepherd)

### Épisode 13:Relâcher la pression
- États-Unis /  Canada : 24 mars 2022 sur ABC / CTV
- France : 18 mai 2022 sur TF1

- États-Unis : 4,24 millions de téléspectateurs (première diffusion)
- France : 1,90 million de téléspectateurs (première diffusion)

- Debbie Allen (Dr Catherine Fox)
- Jaicy Elliot (Dr Taryn Helm)

- Cet épisode marque la 400e apparition de Chandra Wilson dans le rôle de Miranda Bailey dans l'univers de Grey's Anatomy comprenant la série mère, Private Practice et Station 19.

### Épisode 14:Jusqu'au bout du monde
- États-Unis /  Canada : 31 mars 2022 sur ABC / CTV
- France : 25 mai 2022 sur TF1

- États-Unis : 3,93 millions de téléspectateurs (première diffusion)

- Rome Flynn (Wendell Ndugu)
- Skylar Astin (Todd Eames)
- MaryLynn Suchan (Maryann)
- Jaicy Elliot (Dr Taryn Helm)

### Épisode 15:Évaluations
- États-Unis /  Canada : 7 avril 2022 sur ABC / CTV
- France : 25 mai 2022 sur TF1

- États-Unis : 4,21 millions de téléspectateurs (première diffusion)

- Peter Gallagher (Dr David Hamilton)
- E.R. Fightmaster (Dr Kai Bartley)
- Greg Tarzan Davis (Dr Jordan Wright)
- Zaiver Sinnett (Dr Zander Perez)
- Jaicy Elliot (Dr Taryn Helm)

### Épisode 16:Le Droit de choisir
- États-Unis /  Canada : 5 mai 2022 sur ABC / CTV
- France : 12 avril 2023 sur TF1

- États-Unis : 3,90 millions de téléspectateurs (première diffusion)

- Debbie Allen (Dr Catherine Fox)
- Kate Walsh (Dr Addison Forbes Montgomery)
- Skylar Astin (Todd Eames)
- Rome Flynn (Wendell Ndugu)
- Alex Landi (Dr Nico Kim)
- Jaicy Elliot (Dr Taryn Helm)
- Greg Tarzan Davis (Dr Jordan Wright)
- Zaiver Sinnett (Dr Zander Perez)
- Meryl Hathaway (Tovah Freedman)

### Épisode 17:Réécrire l'histoire
- États-Unis /  Canada : 12 mai 2022 sur ABC / CTV
- France : 12 avril 2023 sur TF1

- États-Unis : 3,60 millions de téléspectateurs (première diffusion)

- Debbie Allen (Dr Catherine Fox)
- Bianca A. Santos (Kristen Clark)
- Cedric Sanders (Simon Clark)
- Jaicy Elliot (Dr Taryn Helm)

### Épisode 18:L'Invité d'honneur
- États-Unis /  Canada : 19 mai 2022 sur ABC / CTV
- France : 12 avril 2023  sur TF1

- États-Unis : 3,80 millions de téléspectateurs (première diffusion)

- Debbie Allen (Dr Catherine Fox)
- Bianca A. Santos (Kristen Clark)
- Cedric Sanders (Simon Clark)

### Épisode 19:Un plan d'urgence
- États-Unis /  Canada : 26 mai 2022 sur ABC / CTV
- France : 19 avril 2023 sur TF1

- États-Unis : 4,19 millions de téléspectateurs (première diffusion)

- Kate Burton (Dr Ellis Grey)
- Jaicy Elliot (Dr Taryn Helm)
- Cedric Sanders (Simon Clark)
- Bianca A. Santos (Kristen Clark)
- Kristin Lehman (Cora)
- Sandy Martin (Sally)

### Épisode 20:La Grande démission
- États-Unis /  Canada : 26 mai 2022 sur ABC / CTV
- France : 19 avril 2023 sur TF1

- États-Unis : 4,19 millions de téléspectateurs (première diffusion)

- Jason George (Dr Ben Warren)
- Debbie Allen (Dr Catherine Fox)
- Jesse Williams (Dr Jackson Avery)
- Sarah Drew (Dr April Kepner)
- Jaicy Elliot (Dr Taryn Helm)
- Jay Hayden (Travis Montgomery)
- Cedric Sanders (Simon Clark)
- Bianca Santos (Kristen Clark)

- Il s'agit du 400e épisode de la série.
- Les acteurs Jesse Williams et Sarah Drew, qui interprètent Jackson Avery et April Kepner, font leur retour en tant qu'invités. Leurs dernières apparitions respectives datent de l'épisode 17 de la saison 17, Toujours en vie, diffusé le 3 juin 2021, et de l'épisode 14 de la même saison, Lève les yeux, diffusé le 6 mai 2021.